# Zeboyd Games
Zeboyd Games é uma desenvolvedora de RPG eletrônicos 2D nos estilos 8 e 16-bit fundada por Robert Boyd e William Stiernberg. A empresa é mais conhecida por seus dois RPGs 2D, Breath of Death VII e Cthulhu Saves the World. Mais recentemente, desenvolveram e lançaram a terceira parte da série Penny Arcade Adventures.
Na edição de junho/julho de 2012 da revista Game Developer, Zeboyd Games foi considerada uma das 30 melhores desenvolvedoras de jogos eletrônicos: "Que uma desenvolvedora de jogos independentes consiga viver de paródias de RPGs é uma história inspiradora; que dita desenvolvedora tenha a chance de trabalhar com algumas das figuras de maior renome da indústria é uma história de sucesso.”

## Ficções interativas

### Epiphany in Spaaace!
Epiphany in Spaaace! é uma ficção interativa lançada em 20 de outubro de 2009 no Xbox Live Indie Games, parodiando ficção científica através das várias aventuras de Philemon K. Bort (possivelmente Capitão da U.S.S. Epiphnay, uma das últimas adições à frota da Corporação Espacial Galática Universal). O jogo vendeu por volta de 500 a 700 cópias.

### Molly the Were-Zombie
A ficção interativa Molly the Were-Zombie foi lançada no Xbox Live Indie Games em dezembro de 2009. O jogo conta a história de Molly Desper, que é transformada em um lobi-zumbi-vampiro. O jogo vendeu por volta de 500 a 700 cópias.

## RPGs 2D

### Breath of Death VII: the Beginning
Co-criado com William Steinberg, Breath of Death VII: the Beginning foi lançado em 22 de abril de 2010, no Xbox Live Indie Games. Em um RPG de comédia com estilo retrô, Dem o Guerreiro Esqueleto, Sara a Historiadora Fantasma, Lita a Vampira Tecnológica e Erik o Príncipe Zumbi são personalizados através de uma árvore de habilidades. Robert achava que a maioria dos RPGs tinham batalhas em turno muito lentas, então Breath of Death VII utiliza um sistema de combos de acordo com as escolhas dos personagens, com personagens não jogáveis ficando mais forte a cada novo turno que se passa em uma batalha, criando assim um pseudo-limite de tempo. Além disso, o número de encontros em uma área é limitada, onde a cada novo encontro a chance de um novo é diminuída. Com mais de 40 mil unidades vendidas, Breath of Death VII possui uma taxa de conversão de 2/3 da versão de testes.

### Cthulhu Saves the World
Co-criado com William Stiernberg, Cthulhu Saves the World foi lançado em 30 de dezembro de 2010 no Xbox Live. Cthulhu, o deus com cara de polvo e asas criado por H. P. Lovecraft emerge do mar após séculos em hibernação, apenas para ter seus poderes foram imediatamente selados por um misterioso mago. um narrador então informa ao jogador que a única maneira que quebrar o selo é se transformar em um verdadeiro herói. Rapidamente quebrando a quarta parede, Cthulhu informa ao narrador que ele estava espiando a conversa e agora sabe como se livrar da maldição. Assim como em Breath of Death VII, Cthulhu Saves the World possui um sistema de evolução que permite personalizar as habilidades dos heróis, assim como um limite de encontros aleatórios na área (o jogador pode forçar um encontro aleatório com uma opção no menu do jogo). Toda a música do jogo foi criada por Gordon McNeil.
Zeboyd Games iniciou uma campanha no Kickstarter para fundar uma versão melhorada do jogo para o PC e Xbox 360; a campanha terminou bem-sucedida no dia 16 de fevereiro de 2011, angariando mais que o dobro do objetivo. A nova versão foi anunciada oficialmente em 14 de março de 2011, renomeando o jogo para "Cthulhu Saves the World: Super Hyper Enhanced Championship Edition Alpha Diamond DX Plus Alpha FES HD - Premium Enhanced Game of the Year Collector's Edition (without Avatars!)". A versão para o computador foi lançda em 13 de julho de 2011, junto de Breath of Death VII no serviço de distribuição digital, Steam. A versão do Steam foi um sucesso financeiro, gerando mais lucro em sua semana de estreia do que em um ano e meio no Xbox 360. Em 21 de novembro de 2011, o "Pacote Zeboyd Games" (Cthulhu Saves the World e Breath of Death VII) havia vendido mais de 100.000 cópias no Steam em menos de 4 meses após o lançamento.

### Penny Arcade Adventures: On the Rain-Slick Precipice of Darkness: Episode 3
Zeboyd Games desenvolveu o Episódio 3 de Penny Arcade Adventures: On the Rain-Slick Precipice of Darkness, que foi lançado em 25 de junho de 2012. Robert Boyd e Bill Stiernberg, juntos de Jerry Holkins e Jeff Kalles, tiveram um painel no PAX East em Boston em 6 de abril de 2012.